# Epsilonoides spongocricum
Epsilonoides spongocricum är en rundmaskart som beskrevs av Steiner 1931. Epsilonoides spongocricum ingår i släktet Epsilonoides och familjen Epsilonematidae. Inga underarter finns listade i Catalogue of Life.